# Аблак

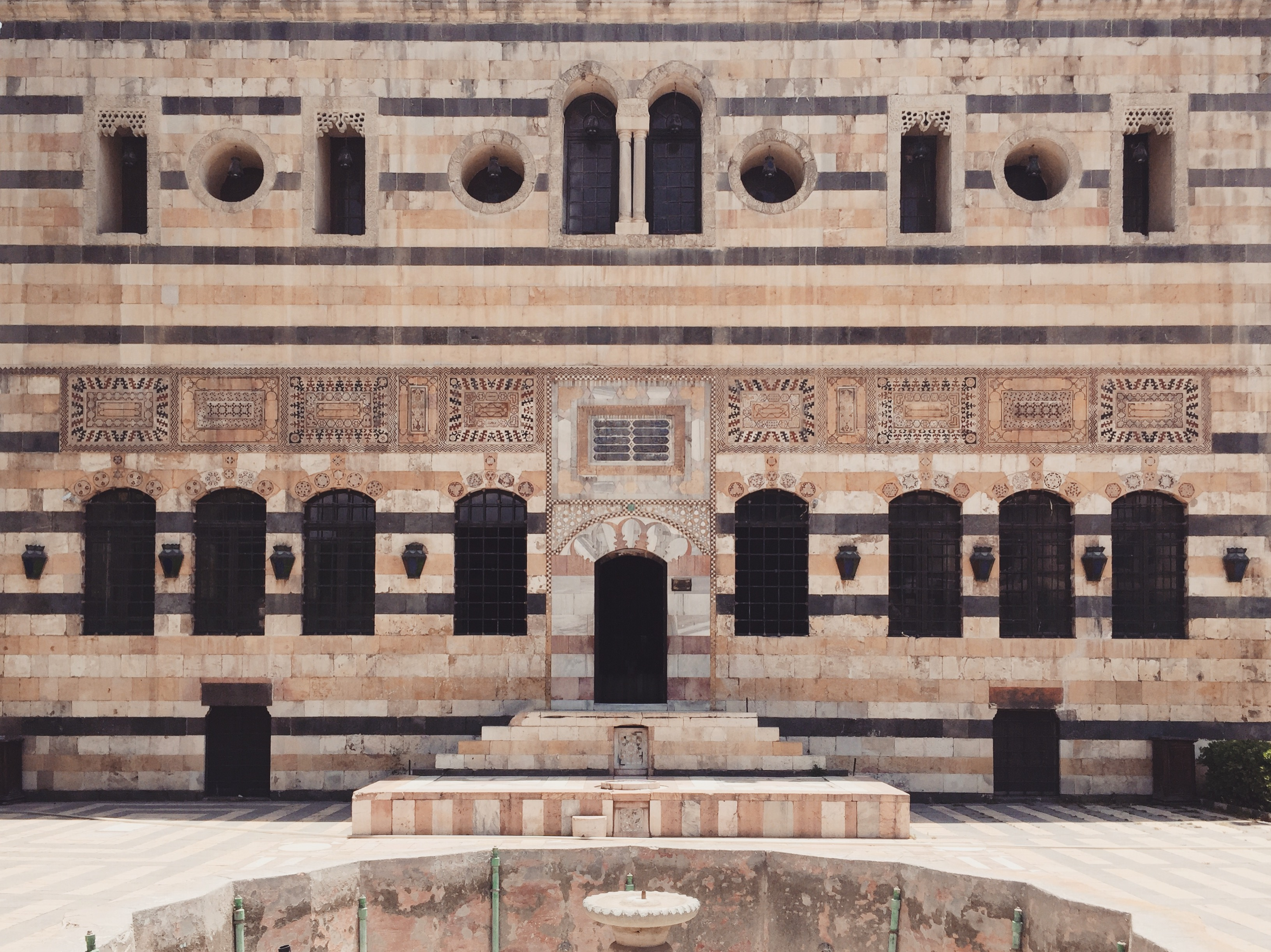
Зал для прийомів палацу Азем в Дамаску, Сирія, створений за технікою аблак (ХVIII ст.)

Аблак (араб. أبلق ; різнокольоровий; буквально «рябий») — це архітектурна техніка, що передбачає чергування або коливання рядів світлого та темного каменю. Це арабський термін, що описує техніку, пов'язану з ісламською архітектурою в арабському світі. Можливо, він походить від ранньої візантійської архітектури. Техніка використовується в основному для декоративного ефекту.

## Історія
Вважається, що декоративна техніка аблак походить з давньої Візантійської імперії, в архітектурі якої використовувалися альтернативні послідовні ряди світлого тесаного каменю та темнішої помаранчевої цегли. Вперше чітко зафіксовано використання аблакової кладки під час ремонту північної стіни Великої мечеті Дамаска в 1109 році.
Можливо, ця техніка виникла в Сирії, де місцеві родовища каменю могли сприяти використанню чергування світлих і темних каменів. У південній частині Сирії є велика кількість чорного базальту, а також білого вапняку. Запаси кожного з них приблизно рівні, тому було природно, що використовувалися техніки кладки зі збалансованими пропорціями.

## Використання в ісламській архітектурі

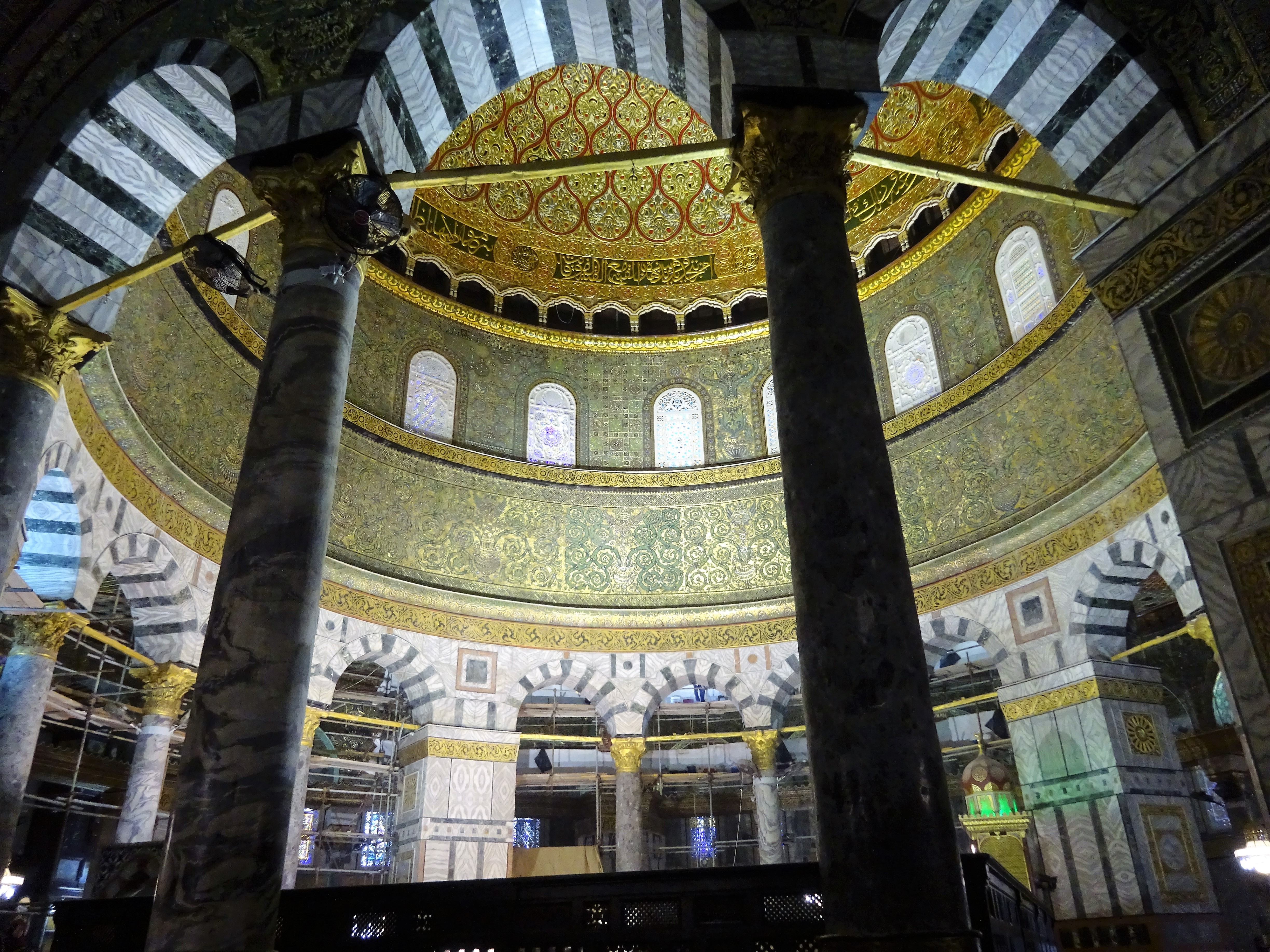
Інтер'єр Куполу Скелі, побудованого в VII столітті, з аблаком в арках

Купол Скелі в Єрусалимі, спочатку побудований наприкінці 7-го століття в період Омейядів, має вусуари зі світлого та темного каменю в арках у внутрішній колонаді. Походження обробки мармуровим аблаком на Куполі Скелі є суперечливим, деякі вчені припускають, що вони походять від початкової конструкції, а деякі кажуть, що це були пізніші доповнення (і розбіжності щодо дат та особистості будівельників). Чергування червоної та білої кладки у вусуарах арок Великої мечеті Кордови, побудованої наприкінці VIII століття та розширеної до X століття, є ще одним раннім прикладом такої техніки, яка може бути пов'язана з попередніми зразками в Єрусалимі та Дамаску, з якими були знайомі правителі Кордови Омейядів. Ендрю Петерсен, дослідник ісламського мистецтва та археології, стверджує, що аблак (чергування білого вапняку та чорного базальту) є «характеристикою монументальної кладки Дамаска».

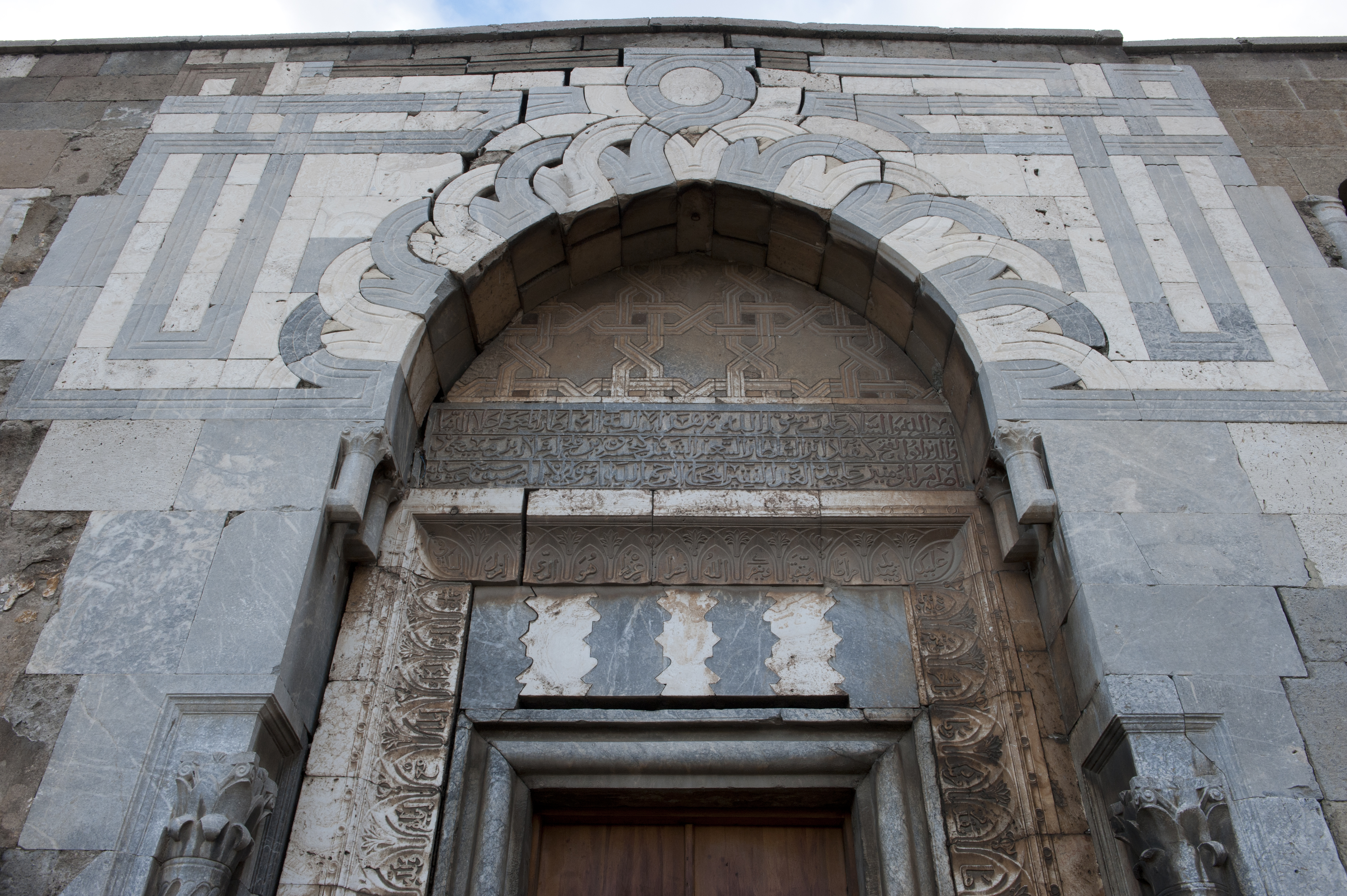
Кам'яна кладка у стилі аблак на мечеті Ала-ад-Діна у Коньї (XIII ст.)

Кам'яна кладка у стилі Аблак з'являється в деяких будівлях XII та XIII століть у Діярбакирі, побудованих за Артукідів, а також у деяких будівлях пізніх Айюбідів у Дамаску. Він також з'являється на порталах деяких пам'яток сельджуків XIII століття в Коньї, таких як мечеть Ала ад-Діна і Каратайського медресе, можливо, через вплив сирійських майстрів.

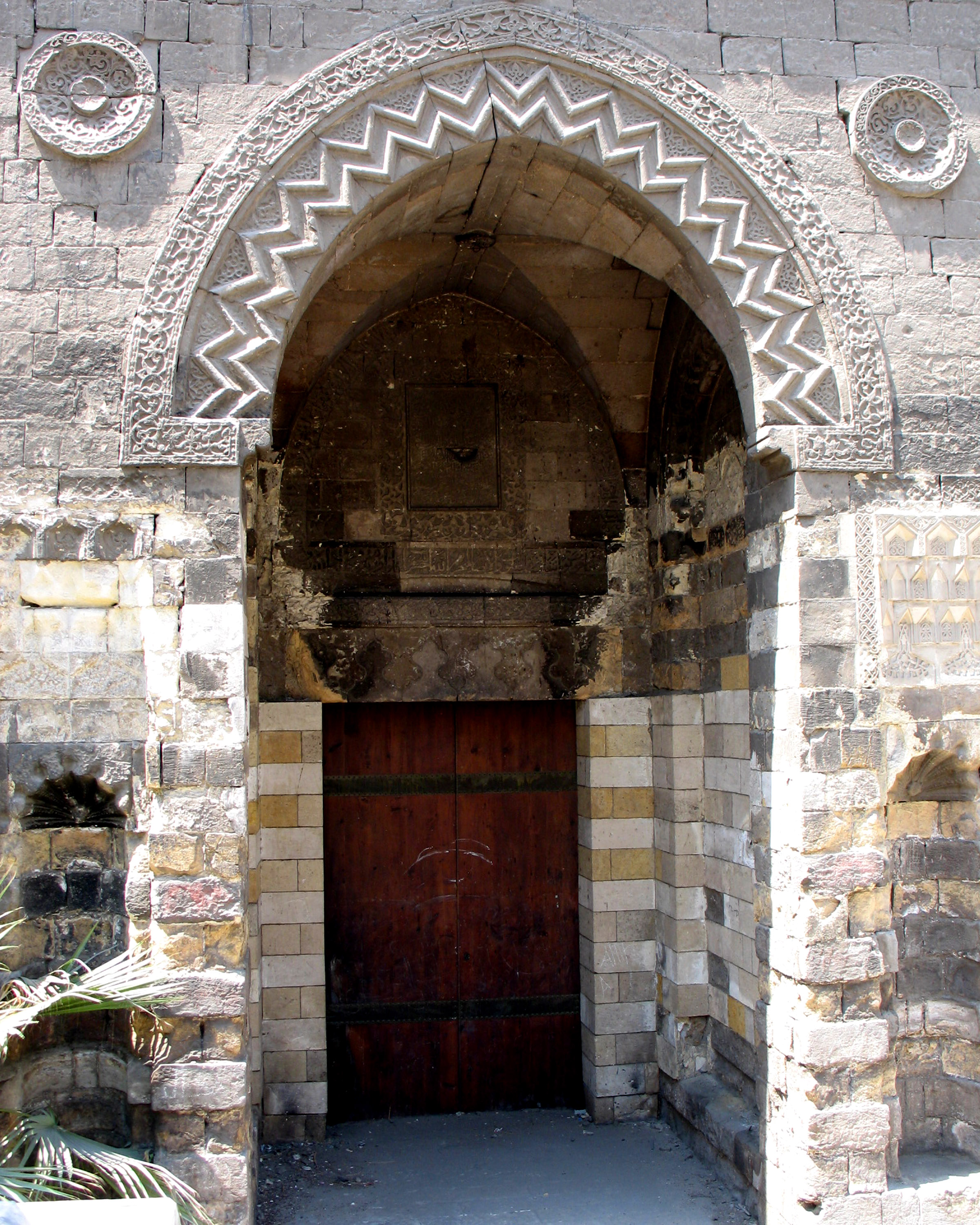
Вхідний портал у мечеть аз-Захір Бейбарс у Каїрі, Єгипет (XIII століття)

Аблак став помітною рисою мамлюкскої архітектури в Сирії, Єгипті та Палестині в XIV і XV століттях. В цей період часто використовували чорний і білий камінь, а також червону цеглу в повторюваних рядах, створюючи трикольорову смугасту будівлю. Аблакська кладка доповнювала інші декоративні способи, такі як використання «переміщених» вусуарів в арках, де каміння чергування кольорів було вирізано у взаємозв'язані форми.
У 1266 році мамлюкский султан аз-Захір Бейбарс аль-Бундударі побудував палац у Дамаску, відомий як «Палац Аблаку», який був побудований зі змінами світлої та темної кладки. Ця назва показує, що термін аблак був у регулярному вживанні для цього типу кладки в XIII столітті.
У Йорданії укріплений хан мамлюків в Акабі — це середньовічна фортеця, побудована за зразком фортець, які використовували хрестоносці. Він містить арку над охоронюваним входом. Підковоподібна арка має кам'яну кладку в формі аблаку, що нагадує архітектуру мамлюків у Єгипті.

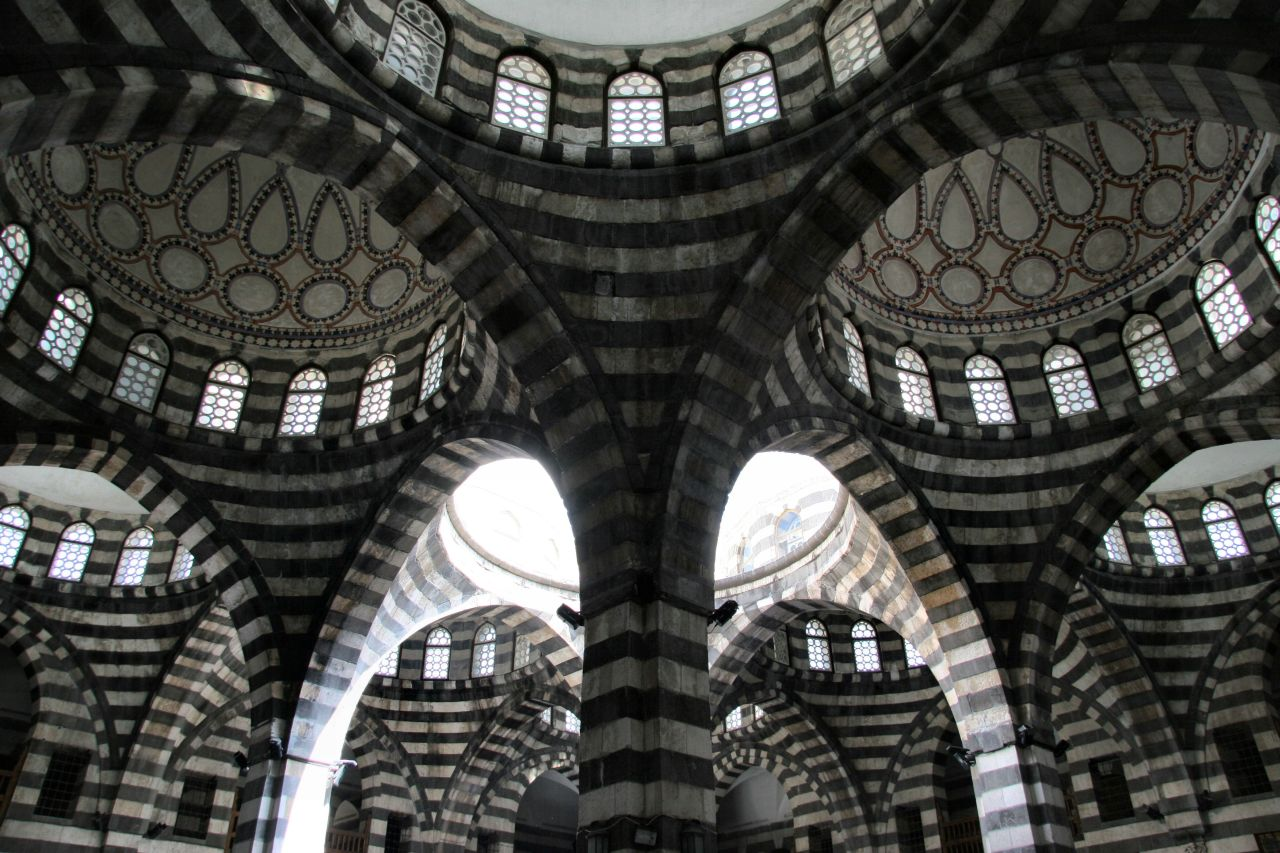
Хан Асад-паша в Дамаску, Сирія (XVIII століття)

Будівництво з чергуванням шарів цегли та каменю часто використовувалося в ранній османській архітектурі в Анатолії та на Балканах, але воно вийшло з моди в пізній османській імперській архітектурі. Традиційна техніка аблак продовжувала використовуватися на регіональному рівні в архітектурі Османської Сирії (XVI століття і пізніше). Приклади в Дамаску включають Sulaymaniyya Takiyya (XVI століття), палац Азм (XVIII століття) і Хан Асад-паша (XVIII століття).

## Використання в християнській Європі

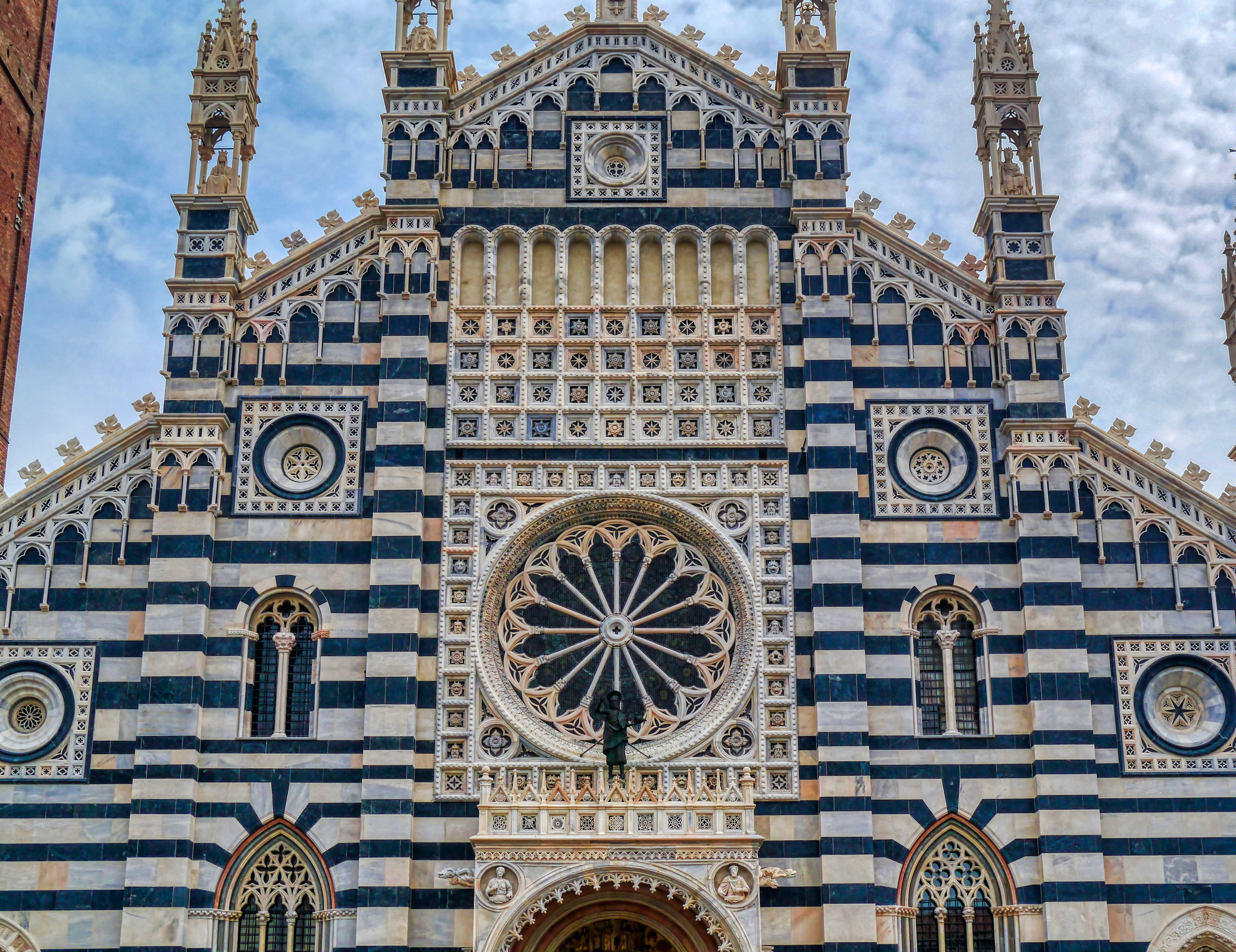
Чергування білого і темного каменю в соборі Івана Хрестителя у м. Монца, Італія (XIV ст.)

Техніка чергування світлих і темних кам'яних конструкцій також з'явилася в християнській Європі приблизно в середині XII століття, але невідомо, чи відбувся цей розвиток незалежно, чи на нього вплинули існуючі приклади в Сирії. Видатні приклади включають собори XIII століття в Монці, Сієні та Орвієто, а також палац у Генуї.
Пізанські церковні пам'ятники, зокрема собор у Пізі та церква Сан-Сеполькро (початок будівництва 1113 р.), використовували аблак, а не просто «чорно-біле покриття» між завоюванням Єрусалиму в Першому хрестовому поході (1099) та завершенням останнього близько у 1130. Використовувалися різні архітектурні мотиви — аблак, зигзагоподібна арка та вуссуар (гофрований і гладкий). За словами вченого Террі Аллена, ці прикраси були прямим присвоєнням мусульманської архітектури, що стало результатом паломництва до Єрусалиму та війн у Леванті в результаті Першого хрестового походу. Відвідувачі Єрусалиму могли побачити аблак на Куполі Скелі та в церкві Гробу Господнього, а також інші приклади, які, можливо, вже не збереглися. Таким чином зигзаги та аблак стали частиною репертуару романської архітектури.